# Palmito (gastronomía)

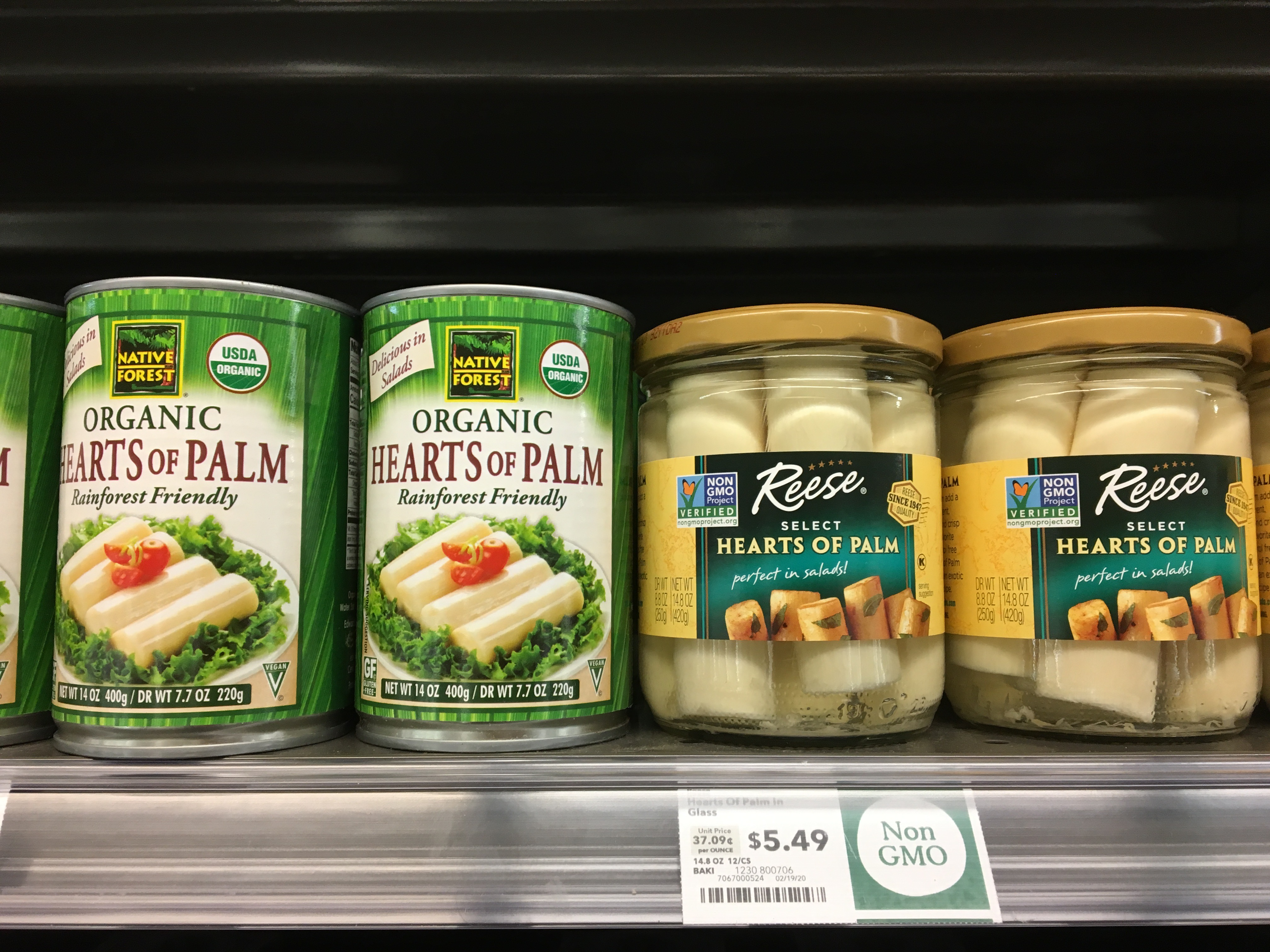
Palmitos en venta en un supermercado.

El palmito, chonta, corazón o jabato es un producto alimenticio obtenido del cogollo de varias especies de palmera, en particular del cocotero (Cocos nucifera), la jasará (Euterpe edulis), el azaí (Euterpe oleracea), el pijiguao o pejibayo (Bactris gasipaes) y una variedad de moriche de la especie Mauritia minor, común y nativa de la cuenca del Orinoco y de otras partes de Sudamérica.

## Características

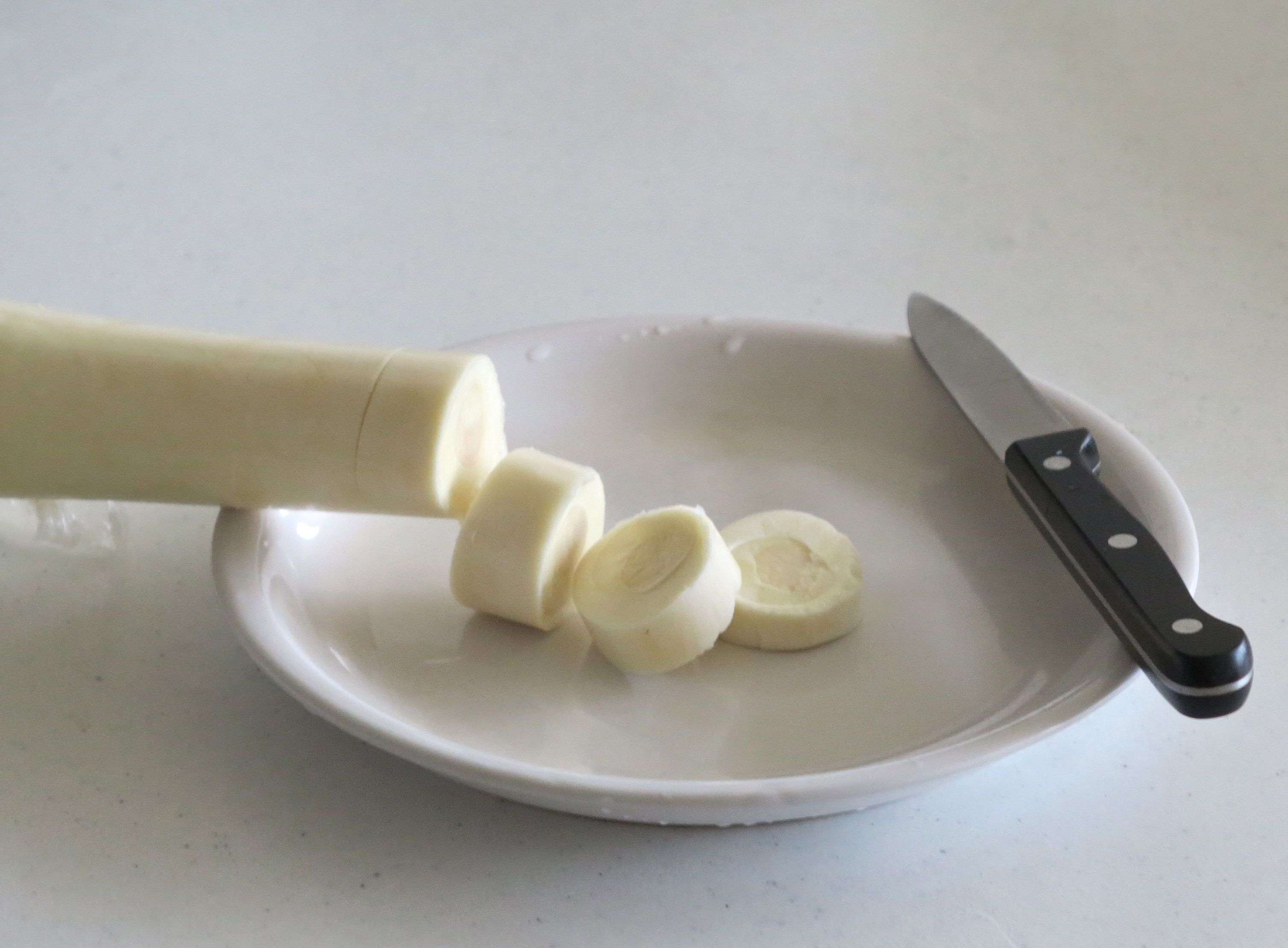
Palmito fresco cortado en rodajas para entrada o ensalada.

El palmito es caro de obtener, puesto que el crecimiento de una palma lo suficientemente grande para permitir su extracción tarda de 1 a 1,5 años. Es una delicia sumamente apreciada: el rendimiento es de aproximadamente 500 g a 1,3 kg por planta. El palmito se extrae del cogollo tierno ubicado al cabo del estípite de la palma, formado por hojas aún inmaduras, del cual se elimina la corteza y las capas fibrosas y duras de su interior. Es de color blanco, textura suave y flexible, rico en fibras. Solo en la parte más fresca del brote, el cogollo resulta comestible.
Dada la dificultad de obtener el palmito fresco, se suele expender enlatado macerado en salmuera.

## Productores

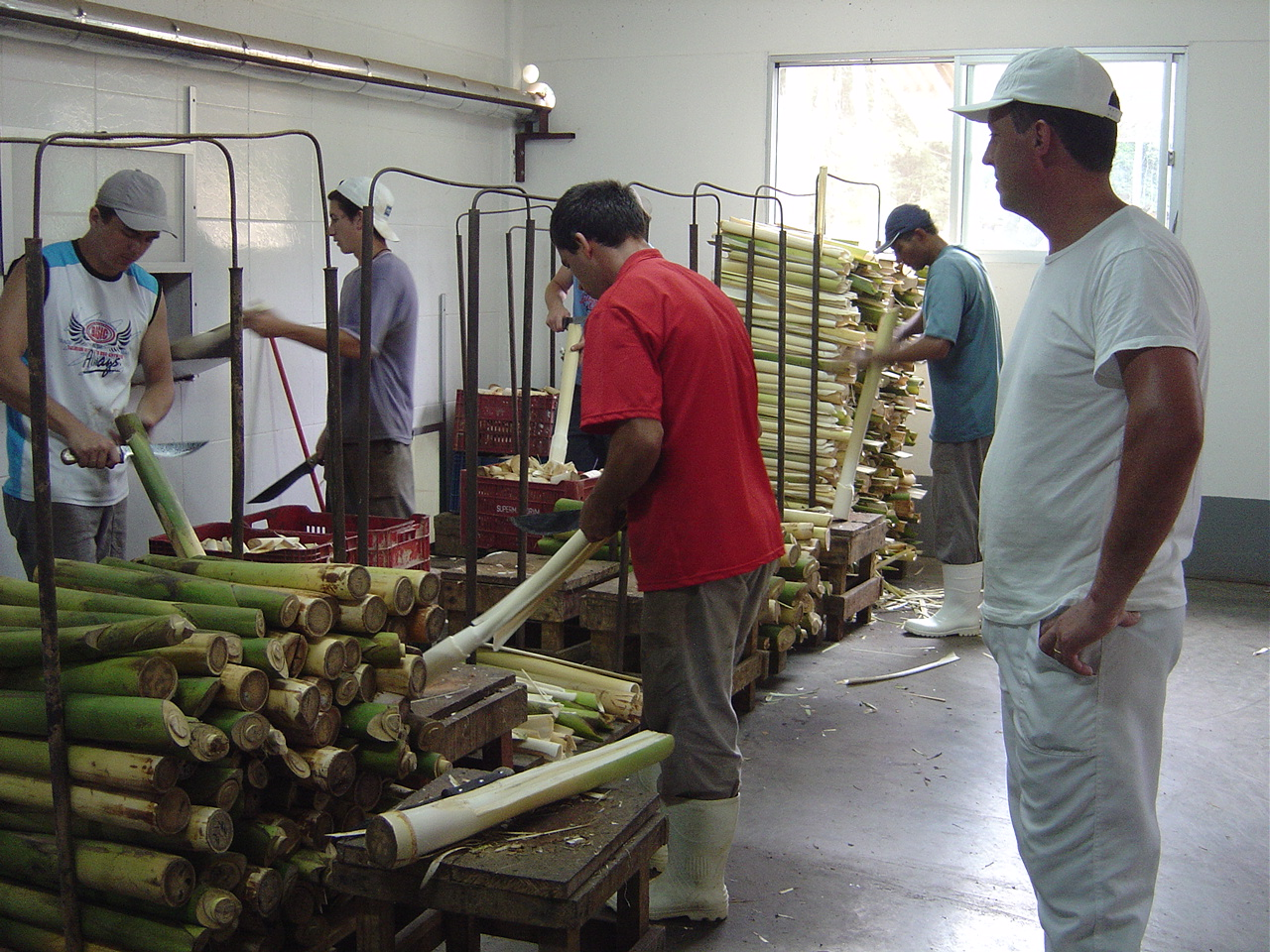
Preparación de palmito para su comercialización

Históricamente el principal productor y exportador de palmito fue Brasil. A partir de los años 1990, Ecuador logró el liderazgo de las exportaciones. En 2013 exportó más de 31000 toneladas de palmitos en conserva. De ellos, el 100% provenientes de plantaciones sustentables, sin intervenir negativamente en los sistemas medioambientales; Argentina, Bolivia, Chile  y Paraguay producen también cantidades importantes.
Costa Rica viene siendo el segundo productor en estos momentos, con más de 8000 toneladas en 2013.
Hawái está produciendo este producto en el momento, pero es un proyecto relativamente nuevo, así que su exportación no es tan abundante.

## Consumo
El consumo de palmitos "silvestres", provenientes de Brasil, ha sido frecuentemente objeto de protestas por parte de grupos ecologistas, puesto que en la inmensa mayoría de los casos las plantas cosechadas proceden de la selva virgen, y no se desarrolla ninguna clase de práctica agrícola sistematizada para su reforestación.
En especial la especie E. edulis, nativa de Misiones, no ha podido ser plantada con éxito, y el corte excesivo la ha llevado al borde de la extinción.
La regulación de la actividad ha llevado a la tala ilegal de palmeras para producción furtiva.
Esta especie se halla protegida en el Parque Nacional Iguazú, la Reserva Provincial Urugua-í y el Parque Provincial Foester. Aun existen palmitos silvestres en el Municipio de Comandante Andresito, sobre todo en la zona conocida como Península.
En Ecuador y Costa Rica se está produciendo una palma llamada científicamente como Bactris gasipaes, conocida en Ecuador como chontaduro y en Costa Rica como pejibaye. Estas palmas producen varios tallos, y, por consiguiente, puede extraerse de ellas mayor cantidad de palmitos. Es una forma de bajar costos y salvar la planta.
Se pueden cosechar hasta dos tallos de palmitos (6 a 8 piezas envasables) por cada palma al año. Las densidades de siembra varían entre 5000 a 12000 plantas por hectárea.
En España la especie se puede encontrar silvestre, la Chamaerops humilis L sobre todo en el sur de la Península. La especie está protegida.
Francia es su consumidor número uno en el mundo.

## Valor nutricional
Los palmitos aportan por cada 100 g: 22 calorías, 2.1% de lípidos y 5,6 g de carbohidratos naturales.
Tienen un elevado contenido de fibra soluble e insoluble, aportan oligoelementos tales como: hierro, calcio, fósforo, potasio, en especial zinc, cobre, magnesio y selenio. También aportan un 2.7% de proteína y las vitaminas A (betacaroteno), B3 (niacina), B6, vitamina C (ácido L-ascórbico), y vitamina E. 
Es bajo en azúcar, bajo en sodio (sin conservar en salmuera) y no contiene colesterol de ningún tipo. Es muy recomendado como dieta saludable para el corazón. 
Es usado y recomendado como parte de dietas efectivas para regular valores de índice de masa corporal.